# IEEE 802.12
IEEE　802.12（アイトリプルイーハチマルニテンジュウニ）は、媒体アクセス制御（MAC）にデマンド・プライオリティー方式を使用するLANの仕様標準化の為、IEEE 802委員会に設置されたワーキング・グループ。
カテゴリー3の非シールドより対線を使用する100VG-AnyLANが、標準化の成果として知られる。更に、400Mbit/sec、800Mbit/sec、1Gbit/sec、4Gbit/secの高速版に関する検討も開始されたが、1Gbit/sec版についてIEEE 802.3zと合流する事に為った為、IEEE 802.12は、活動休止した。

## 関係する項目
- 100VG-AnyLAN
- IEEE 802.3z

| スタブアイコン | サブスタブ | この項目は、まだ閲覧者の調べものの参照としては役立たない、コンピュータに関連した書きかけの項目です。この項目を加筆・訂正などしてくださる協力者を求めています（P:コンピュータ）。 |